# خرم‌آباد (بردسکن)
خرم‌آباد نام روستایی از توابع بخش شهرآباد شهرستان بردسکن در استان خراسان رضوی است. این روستا در دهستان شهرآباد قرار دارد و براساس سرشماری سال ۱۳۸۵ جمعیت آن ۶۷۶ نفر (۱۷۴ خانوار) بوده است. از جاذبه‌های گردشگری آن می‌توان به آب‌انبار خرم‌آباد اشاره نمود.